# 炎の色
『炎の色』（ほのおのいろ、原題：仏: Couleurs de l'incendie）は、フランスの作家ピエール・ルメートル（仏: Pierre Lemaitre）が2018年に発表した小説である。『天国でまた会おう』三部作の中篇にあたる。

## 出版
2018年にアルバン・ミシェル出版から出版された
- Pierre Lemaitre (2018-01-03) (フランス語). Couleurs de l'incendie. Paris: Éditions Albin Michel. ISBN 978-2-226-39212-1. NCID BB28002386. OCLC 1019716637。

### 日本語版
日本語版は、2018年（平成30年）11月25日に早川書房より刊行された。訳は平岡敦による。上製本（単行本）と文庫本の刊行は同時で、文庫本は二分冊となった。
上製本
- ピエール・ルメートル 著、平岡敦 訳『炎の色』早川書房、東京、2018年11月25日。ISBN 978-4-15-209811-5。 NCID BB27458102。OCLC 1079041369。全国書誌番号:23141452。

文庫本
- ピエール・ルメートル 著、平岡敦 訳『炎の色 上』早川書房、東京〈ハヤカワ・ミステリ文庫 HM425-3〉、2018年11月25日。ISBN 978-4-15-181453-2。 NCID BB28399734。OCLC 1079043329。全国書誌番号:23141298。
- ピエール・ルメートル 著、平岡敦 訳『炎の色 下』早川書房、東京〈ハヤカワ・ミステリ文庫 HM425-4〉、2018年11月25日。ISBN 978-4-15-181454-9。 NCID BB27458102。OCLC 1079051547。全国書誌番号:23141299。

## 映画化
本著は2021年に映画化され、フランスのほか4か国で上映された。
- Clovis Cornillac（監督） (2021). Couleurs de l'incendie (映画) (フランス語). Gaumont.

## 脚註

### 註釈
1. ↑  日本語版の刊記では、発行日を2018年（平成30年）11月25日としているが[4]、刊行日は2018年（平成30年）11月20日である[5]。